# Laotańska Partia Ludowo-Rewolucyjna
Laotańska Partia Ludowo-Rewolucyjna (laot. ພັກປະຊາຊົນປະຕິວັດລາວ Pak Pasason Patiwat Lao) – partia komunistyczna rządząca w Laosie. Założona została w 1955 roku, do 1972 funkcjonowała pod nazwą Laotańska Partia Ludowa.

## Historia
W 1973, po wycofaniu się Amerykanów z Półwyspu Indochińskiego LPLR rozpoczęła walkę o przejęcie władzy w Laosie, i w 1975 zaczęła rządzić. Od połowy lat 80. prowadzi politykę ustępstw w sferze gospodarczej, utrzymując jedynie kontrolę nad życiem politycznym Laosu.
Obecnym liderem ugrupowania jest Thongloun Sisoulith.